# Löpning 2 000 meter
2000 meter löpning är en friidrottsdistans som inte har status som en mästerskapsdistans. Trots detta noterar IAAF officiella världsrekord på distansen. 

## Gällande rekord
Uppdaterat: 17 november 2010
- Män: 4.44,79 (Hicham El Guerrouj, Marocko). Noterat i Berlin 7 september 1999.
- Kvinnor: 5.25,36 (Sonia O'Sullivan, Irland). Noterat i Edinburgh 8 juli 1994.

### Svenska rekord
- Män: 5.02,09 (Anders Gärderud, Mälarhöjdens IK). Noterat i London 4 juli 1975.
- Kvinnor: 5.52,22 (Sara Wedlund, Hässelby SK). Noterat i Stockholm 2 september 1995.

(Ej godkänt: 5.47,76 (Maria Akraka, Rånäs 4H). Noterat i Sheffield 4 september 1994.)